# Torrent del Collet de la Torrentera
El torrent del Collet de la Torrentera és un torrent que discorre pel termenal entre els termes municipals de Sant Quirze Safaja, a la comarca del Moianès, i de Sant Feliu de Codines, al Vallès Oriental.
Està situat a l'extrem sud del sector de ponent del terme de Samt Quirze Safaja, i en el nord-est del de Sant Feliu de Codines. És afluent del Tenes per la dreta. Es forma a prop i a ponent del punt quilomètric número 2 de la carretera C-1413b, a llevant del Bosc de Fornots i a migdia de la urbanització de les Clotes, des d'on davalla cap a llevant però fent un doble meandre, de primer girant cap al nord-est i després cap al sud-est. Finalment s'aboca en el Tenes al Gorg Negre.